# Riksby koloniträdgårdsområde

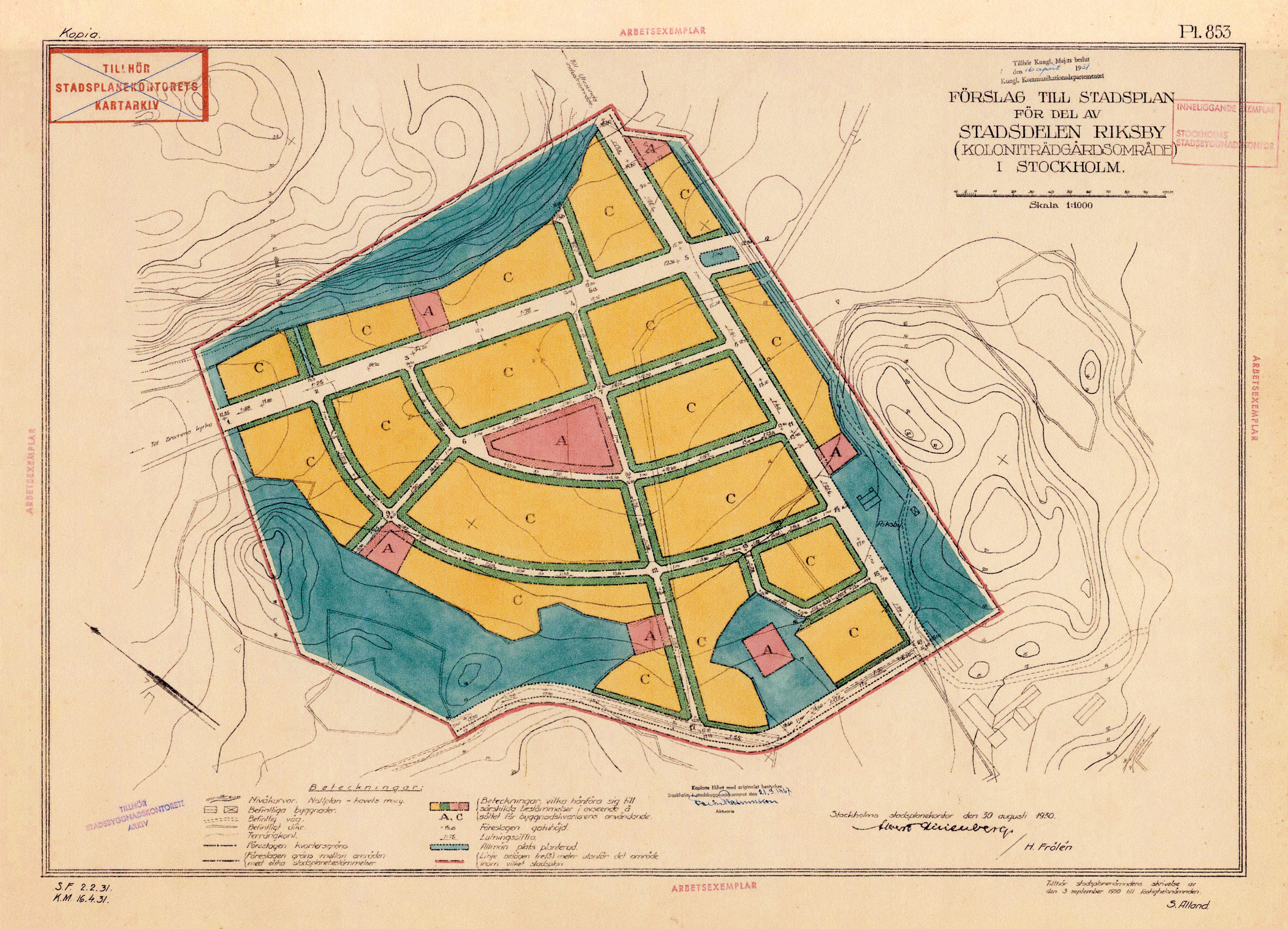
Stadsplanen för Riksby koloniträdgårdsområde, 30 augusti 1930

Riksby koloniträdgårdsområde är en koloniträdgård i stadsdelen Riksby i västra Stockholm. Riksby koloniträdgårdsområde är ett av fyra koloniområden som ligger som ett pärlband runt södra och sydvästra sidan av Bromma flygplats. De övriga områdena är Iris Riksby, Iris Glia och Koloniträdgårdsföreningen Linnéa (även kallad Kortenslund).
Enligt Stockholms stadsbyggnadskontor ingår de i områden där särskild uppmärksamhet behöver ägnas åt kulturhistoriska värden.

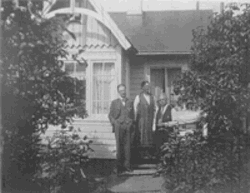
Koloniträdgården på 1930-talet.

Namnet "Riksby" härrör från en medeltida by som låg mellan Lillsjön och Bromma flygfältets södra del. Under mellankrigstiden tillkom flera koloniområden i Bromma. Riksby koloniträdgårdsområde tillkom 1930. Iris Glia och Iris Riksby bildades 1939. Kortenslund anlades 1939-40.
I motsats till intilliggande Iris Glia, Iris Riksby och Kortenslund är området för Riksby koloniträdgårdsområde stadsplanerat. Det är därmed en av de få koloniträdgårdar i Stockholm som är fastställa i en stadsplan med officiella kvarter och vägar. 
Enligt stadsplanens bestämmelser från april 1931 får området endast bebyggas för koloniträdgårdsändamål och därmed sammanhängande allmänna ändamål. På varje lott får endast en (1) fristående byggnad om högst 20 m² och en takhöjd med 2,75 meter uppföras. Stadsplanen (undertecknad Albert Lilienberg 30 augusti 1930) visar ett 20-tal kvarter med kvartersnamn som Calla, Rudbeckia, Erica, Primula och Tussilago. Kvarterens tomtindelning (med lotter) undantogs från den fastställda planen och överläts till koloniföreningen. Genom området leder två huvudvägar; Riksbyvägen och Sommarvägen samt ett antal mindre internvägar med namn som Ericavägen, Primulavägen och  Bellisvägen.
Idag har området 134 lotter och lika många kolonistugor. Om man räknar in närliggande koloniföreningar finns det sammanlagt 650 kolonilotter i området. Marken arrenderas ut av Stockholms stad till koloniträdgårdsföreningen, som i sin tur upplåter lotter till sina enskilda medlemmar. Föreningen är ansluten till "Föreningen Stor-Stockholms Koloniträdgårdar".

## Bilder
Riksby koloniträdgårdsområde på sommaren 2010. 

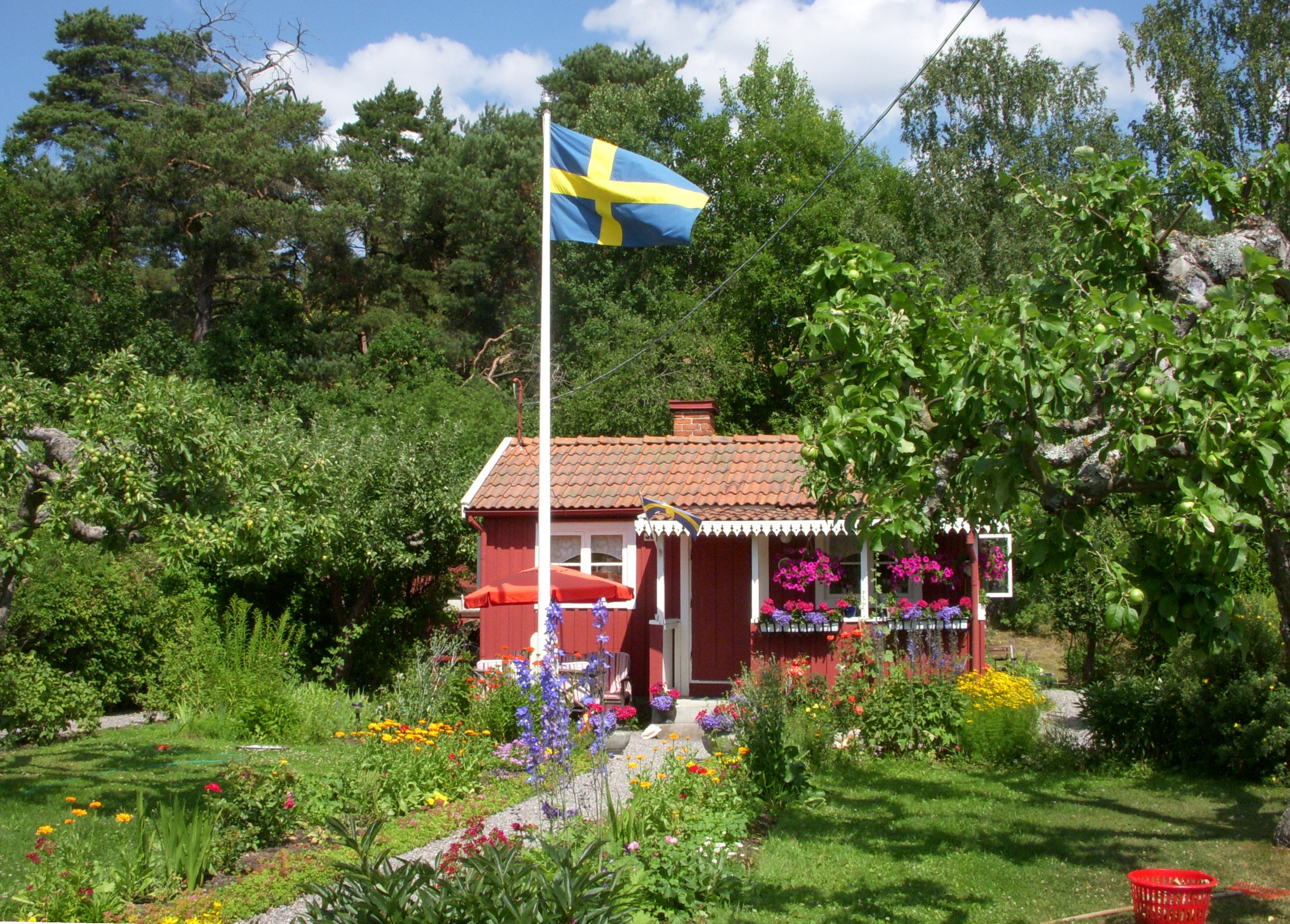
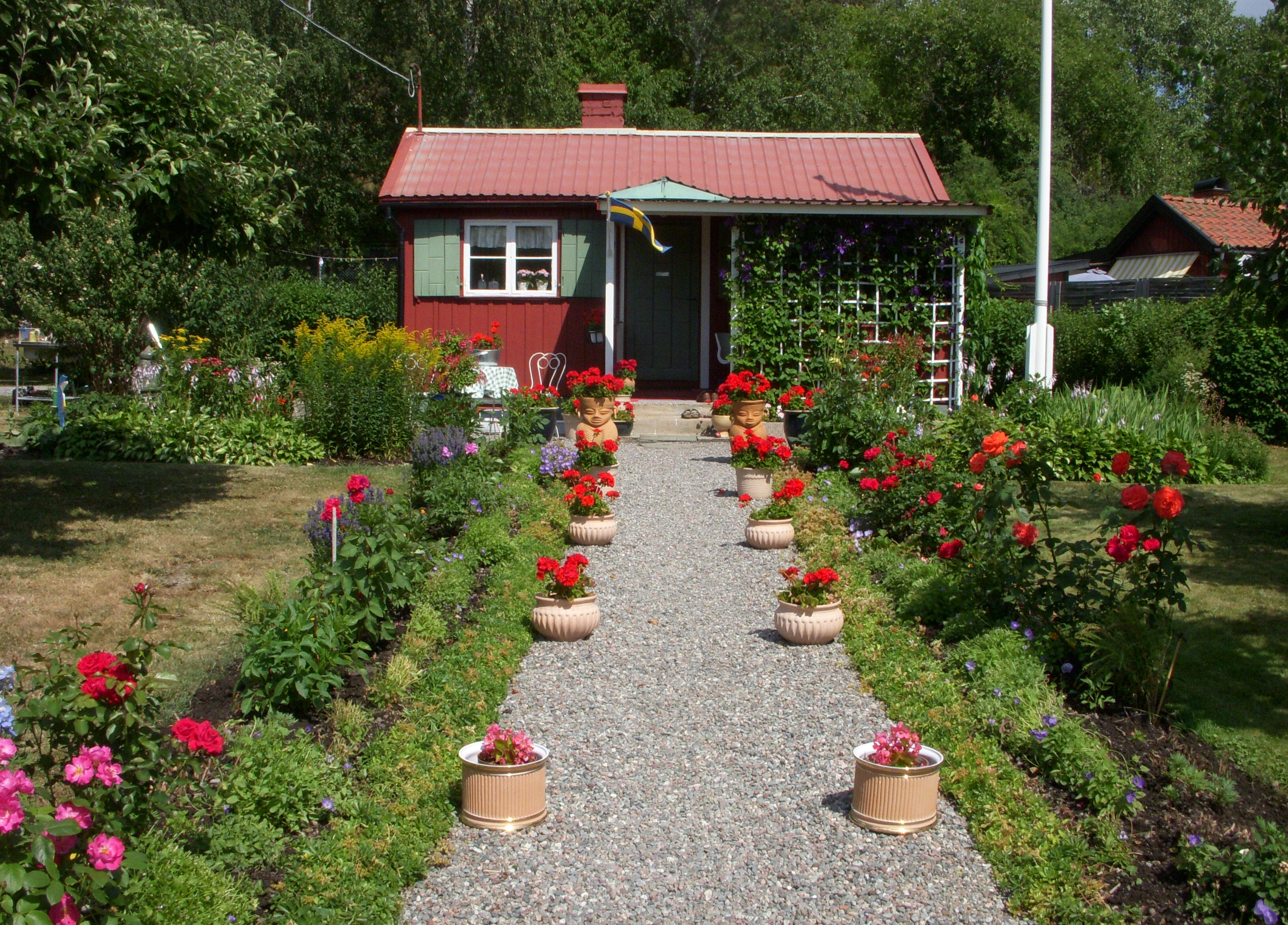
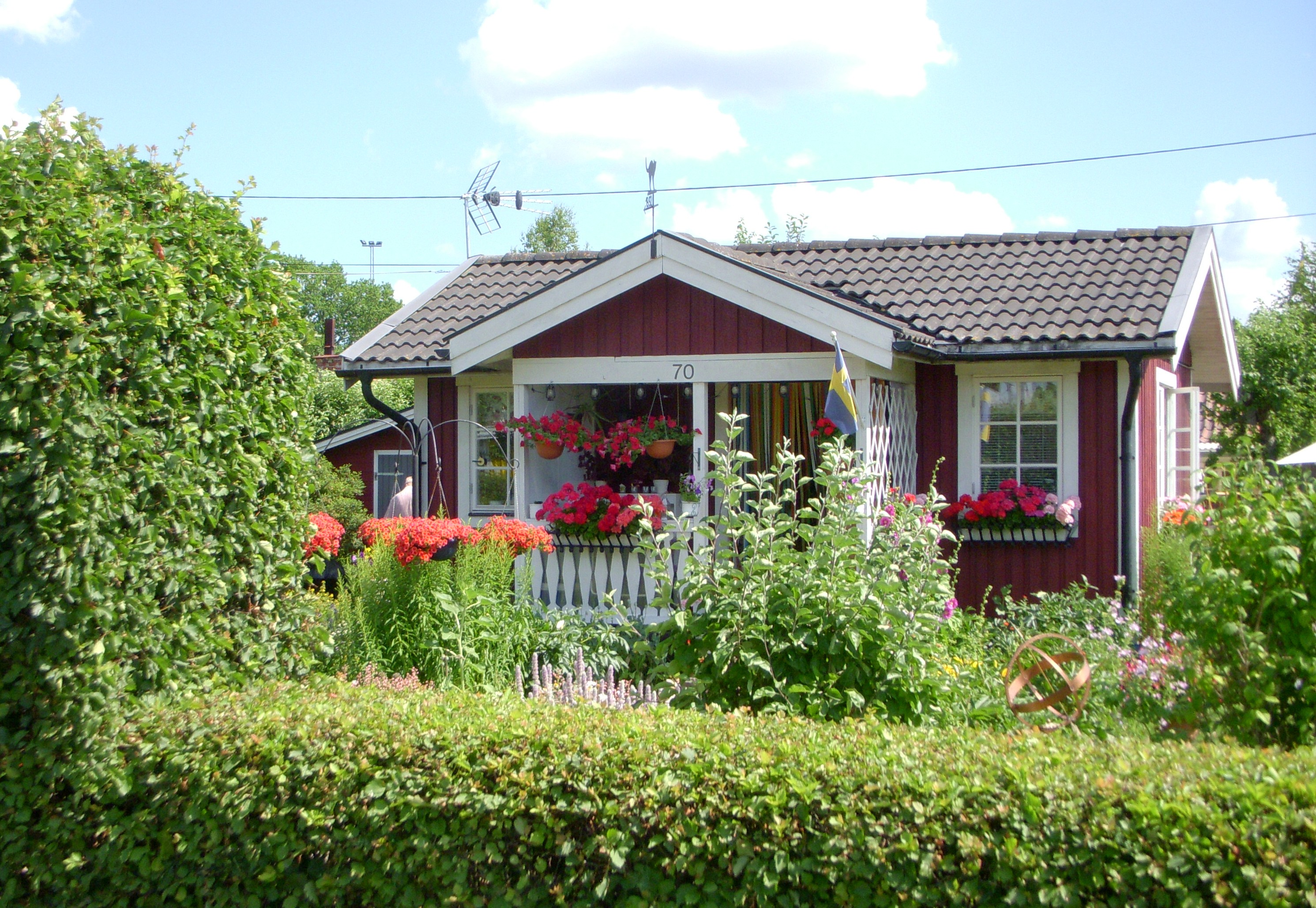
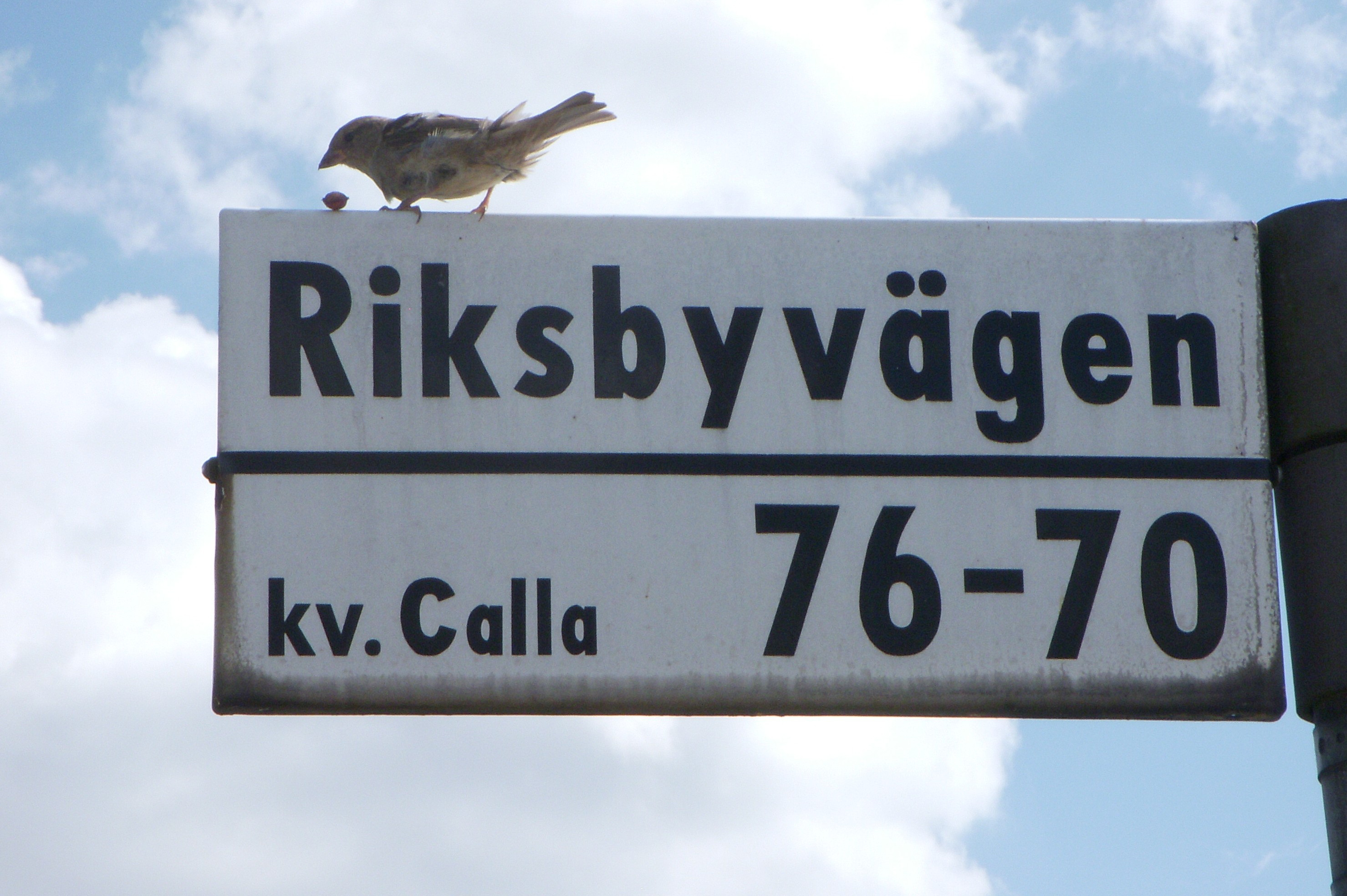